# Cambria (Schiff, 1928)

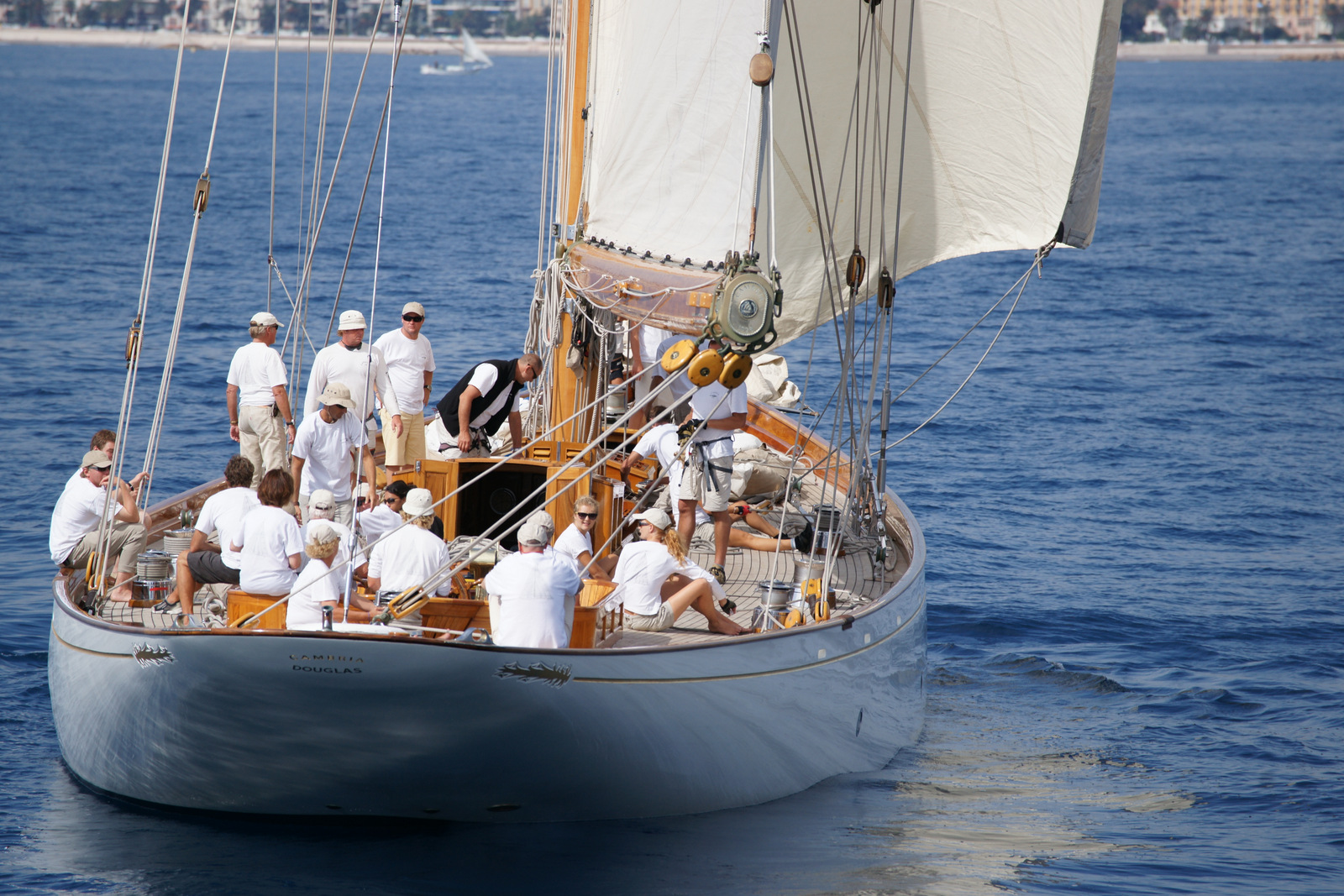
Cambria, Régates de Nice, 2010

Cambria ist eine Renn-Kutter der „Big-Class“ und mit 41,15 m oder 135 Fuß Länge die größte von William Fife & Sons. in Fairlie am Clyde River in Schottland gebaute Yacht. Erster Eigner der Cambria war Sir William Berry (1879–1954), ein Zeitungsmagnat, der eines der größten Medienimperien (u. a. Financial Times, Daily Telegraph) seiner Zeit geschaffen hatte.

## Geschichte

### Big Class
Die im Mai 1928 vom Stapel gelaufene Cambria war der erste einer neuen Generation von Kuttern der „Big Class“. Nachdem jahrelang eine gemischte Klasse von Yachten unter einem unbefriedigenden Handicap-System gesegelt wurde, gab es schließlich den Versuch, eine neue harmonische große Klasse zu schaffen. Die Sparjahre nach dem Ersten Weltkrieg waren vorbei, die Bewertungsregeln waren gut etabliert und sowohl Sir Mortimer Singer als auch Sir William Berry gaben neue Renn-Kutter in Auftrag. Singers Astra wurde von Charles E. Nicholson entworfen und von Camper & Nicholsons gebaut, Berrys Cambria wurde von William Fife III. entworfen und gebaut.
Der Kontrast zwischen den Eignern dieser beiden neuen Renn-Kuttern hätte nicht größer sein können. Singer war ein etablierter Segler aus einer wohlhabenden Familie, die in der 12-Meter-Klasse (12mR) aufstieg, William Berry war ein Neuling und verließ sich als solcher auf den Rat von Experten. An erster Stelle stand Major Brooke Heckstall-Smith, Sekretär der „Yacht Racing Association“ und Herausgeber des Magazins „Yachting World“, einem von vielen Titeln in Berrys Medienportfolio.
William Berrys Aufstieg zur Berühmtheit ist eine der Geschichten vom Tellerwäscher zum Millionär, und das umso mehr, als er einer der wenigen Zeitungsinhaber und Herausgeber des 20. Jahrhunderts war. Erfolg im Segelsport würde für Berry ein völlig neues Prestige mit sich bringen: König George V. dominierte mit seiner Segelyacht Britannia die „Big Class“ und um in diese Vergleichsgruppe aufgenommen zu werden, musste Berry vorbereitet sein. Heckstall-Smith war in der idealen Position, ihn bei der Wahl des Yachtkonstrukteurs zu beraten. Er war aber alles andere als unparteiisch, da er sich mit Charles E. Nicholson mehrmals über die Rennformel gestritten hatte. Alfred Mylne als Yachtkonstrukteur wäre ein Wagnis gewesen, also verwies Heckstall-Smith William Berry an William Fife III. Der war eine sichere Wahl und bestrebt, sich einen so prestigeträchtigen Auftrag zu sichern. Am 1. August 1927 wurden die Verträge zum Bau der Cambria unterschrieben. Sir William Burton war ein weiterer von Heckstall-Smith ernannter Mann der den Bau überwachte. Burtons Qualifikationen waren makellos, er hatte mit seinen eigenen Yachten die 52-Fuß-, 15-Meter- und 19-Meter-Klassen dominiert und war Steuermann auf der Herausforderer-Yacht Shamrock IV beim 13. America’s Cup 1920.

### Rennsaison 1928
Nach dem Stapellauf im Mai 1928 und dem Abschluss der Erprobungen und Trimmschlägen, gab Cambria ihr Renndebüt in Harwich beim ersten Event der Saison 1928. Es war ein knappes Rennen, das sie gewann. William Berry erwartete von nun an weitere Siege. Cambria wurde wie Astra nach der Second Rule 1919 gebaut und mussten eine Länge zwischen 21 und 24 Metern sowie eine Zeitspanne zum Ausgleich etwaiger Differenzen aufweisen. Wäre die Klasse auf diese modernen Yachten mit Bermudarigg beschränkt gewesen, hätte es funktioniert. Allerdings musste die Klasse zwangsläufig die 1893 gebaute Britannia von König Georg V. mit Gaffeltakelung, die alten Regelyachten der 23-Meter-Klasse Shamrock und White Heather von 1908 und 1909, den als Einzelbau konstruierten Renn-Kutter Lulworth und den Schoner Westward berücksichtigen. Es war der Albtraum eines jeden Wertungsoffiziers und die Rennen waren alles andere als gerecht.
Das größte Problem, mit dem die neueren Yachten zu kämpfen hatten, war eine Begrenzung der Masthöhe, und Cambria, die nach den oberen Vermessungsgrenzen der Klasse konstruiert wurde, war besonders benachteiligt. William Burton segelte die Yacht als Steuermann tadellos, aber aufgrund der Bewertung gingen die Sieger-Pokale überproportional an Yachten, die 10 bis 25 Jahre älter als Cambria waren. Die Atmosphäre an Bord verschlechterte sich, und während sich Eigner Berry möglicherweise in den voll ausgestatteten Funkraum zurückzog, den er aus geschäftlichen Gründen an Bord installiert hatte, lamentierte Konstrukteur Fife darüber, dass er nur zu gut wusste, was los war. Die Ergebnisse der ersten Renn-Saison waren zwei erste Plätze, sechs zweite Plätze und fünf dritte Plätze.

### Rennsaison 1929
Für die neue Saison 1929 entwarf Fife ein neues Gaffelrigg, um die unangemessenen Vermessungsstrafen zu umgehen, die für das Bermudarigg verhängt wurden. Eine späte Änderung der Regeln erlaubte plötzlich einen höheren Mast und das moderne Bermudarigg blieb somit bestehen. Die Yacht Astra wurde nach dem Tod ihres Eigners Mortimer Singer aus dem Rennsport zurückgezogen, aber der Klasse schloss sich ein neuer von Nicholson entworfener Kutter an, die Yacht Candida. Die alten Gaffel-Yachten dominierten immer noch im Handicap, aber unter den neuen Yachten führte Cambria praktisch eine Klasse innerhalb einer Klasse an.

### Rennsaison 1930
Mit seiner fünften und letzten Herausforderung für den 14. America’s Cup im Jahr 1930 läutete Sir Thomas Lipton die Ära der J-Klasse-Yachten ein. Seine Yacht Shamrock V übertraf alle existierenden Big-Class-Kutter und bildete praktisch eine dritte Klasse innerhalb der „Big-Class“. Da aber diese Newcomer-Yacht sich alsbald mit Rennen in Amerika beschäftigte, teilte sich Yacht Cambria die Siegerehre mit der stark verbesserten Yacht Candida und beide dominierten die Yacht Astra, die jetzt unter neuem Eigner segelte. Allerdings konnte die britische „Big Class“ mit solch kleinen Regattafeldern nicht überleben. Die J-Klasse war dominierend und so waren die älteren Yachten gezwungen, alles zu tun, was sie konnten, um sich an die neue Vermessungsregelung anzupassen oder aufzugeben. Wieder war König Georg V. führend und ließ seine Yacht Britannia für die Saison 1931 von der Gaffeltakelung in eine Bermudatakelung umrüsten, doch andere Veteranen gaben bald auf. Von den neueren Gaffel-Kuttern konnte nur die kleinere Astra erfolgreich auf eine Bermudatakelung umrüsten.
Sir William Berry hatte vom Rat einiger der talentiertesten und am besten informierten Personen im Yachtsport profitiert und seine Yacht drei Jahre lang bei bis zu 50 Regatten pro Jahr eingesetzt, aber wie viele andere Eigner fielen seine Bemühungen den Regelmachern zum Opfer, die die Organisation des Sports dominierten. Sein nachhaltigster Beitrag war Cambria selbst, der Renn-Kutter mit den überaus schönen Linien von Fife, der es nie an Bewunderern gefehlt hat. Im Jahr 1933 segelt er mit seiner Yacht nach Marseille. Im gleichen Jahr wurde auch die Yacht-Innenausstattung ergänzt.

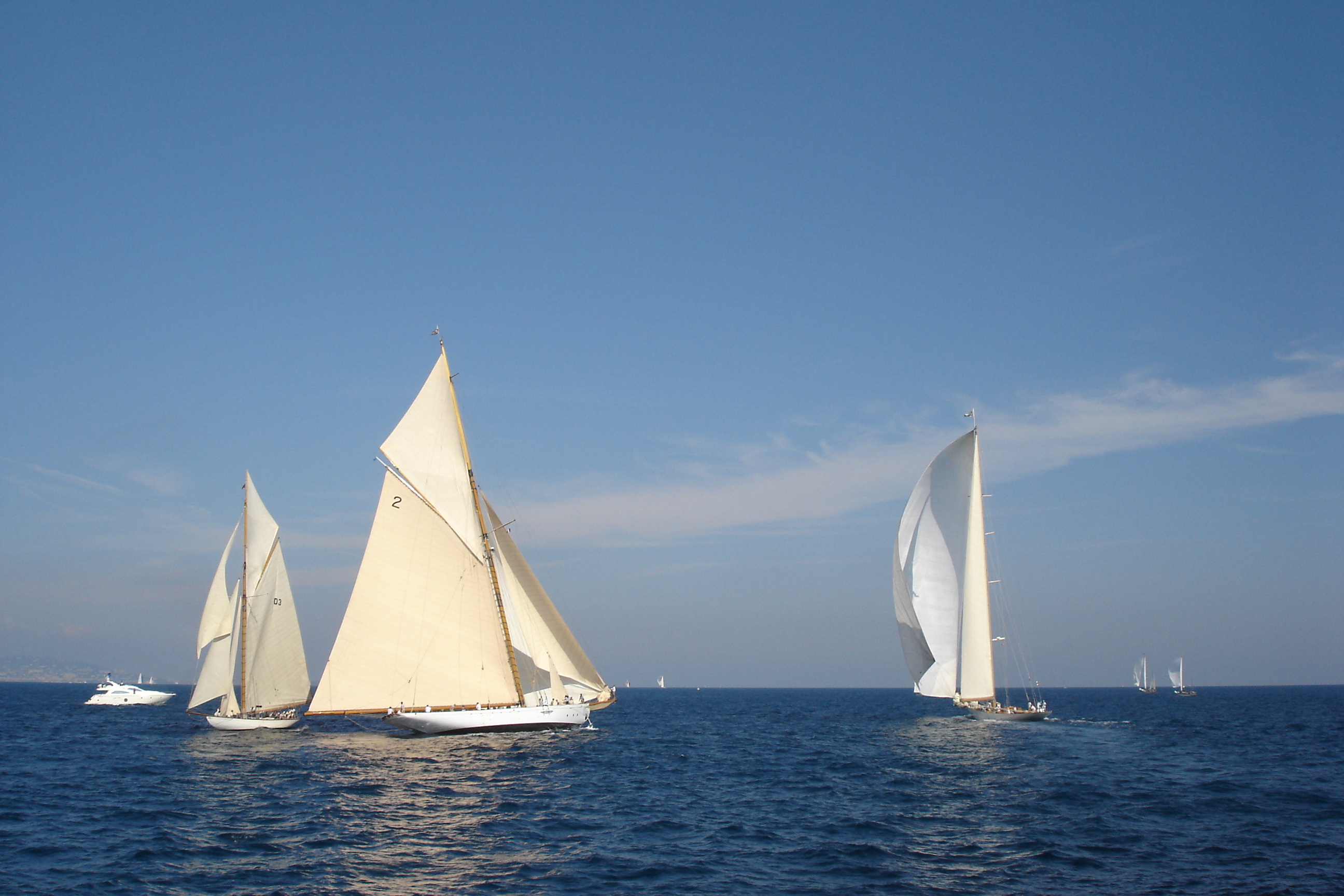
(von links) Tuiga, Lulworth, Cambria, Régates Royales, Cannes, 2006

## Werdegang nach der Rennkarriere
Im Jahr 1934 ging Cambria in den Besitz von Sir Robert McAlpine über, der sie in Lillias umbenannte und einen neuen französischen Berliet-Dieselmotor einbauen ließ. Nach McAlpines Tod im Jahr 1936 kaufte sie Harold Giraud. Unter Girauds Eignerschaft wurde der große Kutter zu einem Fahrtenyacht mit Heimathafen in Izmir in der Türkei. Gut gewartet, fuhr sie regelmäßig nach Piräus für regelmäßige Lloyd’s-Register-Inspektionen, und obwohl sie während des Zweiten Weltkrieges unweigerlich aus ihrer Renn-Klasse fiel, ließ Giraud sie neu einstufen. Laut Girauds Sohn war der türkische Ministerpräsident Mustafa Kemal Atatürk (1881–1938) Gast an Bord und die Yacht blieb bis in die frühen 1960er Jahre in türkischen Gewässern, hauptsächlich in Çeşme. 1962 war sie kurzzeitig im Besitz des belgischen Konsuls Andre J.M. Verbeck in Izmir, der ihr ihren ursprünglichen Namen Cambria zurückgab, sie aber nach zwei Jahren 1964 an seinen Landsmann Georges Plouvier aus Antwerpen weiterverkaufte und sie nach Piräus als Heimathafen verlegte. Unter Plouviers Besitz begann sie ausgedehntere Reisen und erregte die Aufmerksamkeit des Amerikaners Michael Sears, der sie 1972 in Marseille erwarb.

## Weltumseglung mit Eigner Michael Sears
Sears begab sich auf eine Weltumsegelung, deren Einzelheiten noch unklar sind. Es wird vermutet, dass es vor den Kanarischen Inseln zu einem Mastbruch gekommen sei. Er ließ Cambria 1975 zu einer Ketsch umbauen, um die Segelfläche einfacher handhaben zu können (Großmast 120 Fuß (36,58 m), Besanmast 75 Fuß (22,86 m)). Cambria überquert 1977 den Nord-Atlantik und segelt für vier Jahre in der Karibik. Im Jahr 1981 Liegeplatz in Miami (Florida), um die Inneneinrichtung fertigzustellen. 1983 Passage des Panamakanals und anschließender Überquerung des Pazifik, dann Restaurierung im Jahr 1983 in Neuseeland. Als die Yacht 1985 australische Gewässer erreichte, war Sears aus finanziellen Gründen gezwungen, sich von ihr zu trennen. Der neuseeländische Bootsrestaurateur Charlie Whitcombe übernahm die Yacht 1986 und segelt sie im Beiprogramm des 26. America’s Cup 1987 in Fremantle (Australien) und im Rennen „Trans Tasman“ nach Auckland (Neuseeland). Im gleichen Jahr wurden die Doppelschrauben und der französische Berliet-Dieselmotor ersetzt. Im Jahr 1988 segelte Cambria gegen den riesigen neuseeländischen Herausforderer im 27. Americal's Cup, die Yacht KZ1 (Spitzname: Big Boat) mit einer Länge von 36,57 m (120 Fuß), im Hafen von Auckland.

## Eigner John David und Restaurierung
Seit 1994 lag Cambria zum Verkauf in Townsville nahe dem Great Barrier Reef, wo sie schließlich von den Seglern Iain Murray, Denis O’Neil und John David entdeckt wurde. 1995 wurde sie von Denis O’Neil und John David gekauft. Cambrias Schönheit verführte sie, denn sie hatte praktisch unversehrt überlebt, ihre Deckstrukturen und Decksbeschläge waren immer noch so wie beim Bau durch Werft von „William Fife & Son“ und unter ihrem ursprünglichen und eleganten Mahagoni-Interieur brauchte es nur Politur, um es wieder zum Leben zu erwecken. Aus struktureller Sicht waren die Mahagoni-Beplankungen auf den Stahlspanten teilweise beschädigt. In Brisbane war Cambria 1995 nach sorgfältigen Stahlreparaturen und der Erneuerung einiger Planken wieder stark und segelbereit. Über das Original wurde ein neues Deck gelegt und mit leichteren neuen Winsch-Systemen passte es perfekt zu einer schnellen Rennyacht. Cambria kehrte zurück nach Sydney und wurde als Fahrtenyacht mit Chartergästen rund um Palm Beach (Queensland) und Pittwater genutzt.
John David wurde im Jahr 2001 alleiniger Eigentümer und verschiffte die Cambria für eine erneute Überholung nach Cowes, wo sie wieder auf ihr ursprüngliches Kutter-Rigg mit Hochtakelung umgerüstet wurde. Ihr Besanmast wurde einfach für ihren neuen viel längeren Großbaum wiederverwendet. Es war kein Zufall, dass John David mit Cambria nach England kam, denn in diesem Jahr jährte sich zum 150. Mal das Rennen um den 100 Sovereigns Cup rund um die Isle of Wight von 1851, aus dem später der America’s Cup entstand, benannt nach der siegreichen US-amerikanischen Yacht America. Der Royal Yacht Squadron (RYS) aus Cowes organisierte das „America's Cup Jubilee“, eine der größten Regatta klassischer Yachten, für die sich Cambria qualifizierte. Es war das erste Mal seit den 1930er Jahren, dass sie wieder in Großbritannien an einem Rennen teilnahm.
John David war von der klassischen Yachtszene in Europa sehr beeindruckt und beschloss, Cambria in dem „Mediterranean Classic Yacht Circuit“ teilnehmen zu lassen. Sie nahm an der „Monaco Classic Week“, den „Régates de Nice“, den „Régates Royales“ in Cannes und den „Voiles de Saint Tropes“ (damals noch „La Nioulargue“) teil. Seitdem ist sie ein aktiver Teilnehmer auf allen klassischen Regatten im Mittelmeer. Im Jahr 2002 erfolgte eine weitere Modernisierung durch Hinzufügung eines Navigationsbereichs und Teilnahme an der Prada-Classic-Rennserie und Kreuzfahrt zu den griechischen und türkischen Inseln. In den Jahren 2003 und 2004 dann Überquerung des Atlantischen Ozeans und Teilnahme an den Regatten der „Antigua-Classic“ Serie, auch erfolgte der Beitritt der Yacht zur J-Class-Association (Klassenvereinigung).
Im Mai 2004 wurde sie dann an Cambria Yachts Limited verkauft, um mit ihrem neuen Eigner eine ähnliche Agenda fortzusetzen. Dazu wurde Cambria zurück ins Mittelmeer verlegt und die Rennsaison abgeschlossen, darunter auch Kreuzfahrten nach Korsika und Sardinien. In den Jahren 2005/2006 machte sie jeweils eine vollständige Regattasaison im Mittelmeer mit Überwinterung in La Ciotat, Frankreich. Dort hat Cambria bei der „Classic Works Werft“ einen neuen 50 Meter hohen Mast aus Sitka-Spruce (Fichtenkiefernholz) erhalten. Dieser Mast ist der höchste einteilige Holzmast auf einer Yacht in der Welt. 2006 wurde der neue Mast fertig gestellt und geriggt. Cambria nahm erneut an der Mittelmeer-Rennsaison teil. Im September 2008 erfolgte eine Überholung der mechanischen, elektrischen, Sanitär- und Hydrauliksysteme und der Einbau eines neuen Motors.
Sie ist weiterhin gegen die wachsende Zahl klassischer Yachten angetreten und hat ihre Konkurrenten regelmäßig nach der gesegelten Zeit, wenn nicht sogar nach Handicap in der berechneten Zeit, geschlagen. Cambria liegt bei klassischen Regatten mit weitem Abstand zu ihren Konkurrenten vorn und ist bei Mittelmeer-Wettbewerben zu einem alltäglichen Bild geworden. Der Spruch auf ihren Crew-Hemden sagt alles über Cambrias Ranking: „80 and still being chased“ (deutsch 80 und immer noch gejagt). So wird sie 2010 Gewinnerin der „Panerai Trophy Big Class“, 2011 Gewinnerin des „Portofino Rolex Cup“ und 2013 erneut Gewinnerin der „Panerai Trophy Big Class“.
2014 segelt Cambria für eine 20-monatige Überholung nach Southampton, Großbritannien und kehrt 2015 17 Monate später nach Cannes zurück. Der Refit der Cambria umfasste die Reparatur und den Austausch von fast 200 ihrer Planken sowie umfangreiche Arbeiten am Vorsteven. Die Yacht erhielt außerdem einen neuen Anstrich, alle Tanks wurden überprüft und die Hydraulik auf den neuesten Stand gebracht.
Ihr aktueller Eigner (der anonym bleiben will) und seine Familie genießen Cambria als Fahrtenyacht im Mittelmeer zwischen dem vollen Rennkalender.

## Restaurierungen
Nach den zum Teil umfangreichen Restaurierungen in den Jahren 1960, 1975, 1995, 2001, 2006 und 2015 wurde Cambria 2023 von der Profi-Crew um den langjährigen Skipper Chris Barkham auf eigenem Kiel in 40 Tagen von Cannes nach Flensburg gesegelt, wo sie derzeit einen umfangreichen Refit von sechs Monaten auf der Yachtwerft Robbe & Berking Classics erhält.

## Liste der Eigner und der Heimathäfen
| Jahr | Eigner-Name                 | Flagge                 | Yacht-Name | Heimathafen |
| ---- | --------------------------- | ---------------------- | ---------- | ----------- |
| 1928 | Sir William Berry           | Vereinigtes Königreich | Cambria    | Southampton |
| 1934 | Robert McAlpine             | Vereinigtes Königreich | Lilias     | Southampton |
| 1936 | Harold Giraud               | Vereinigtes Königreich | Lilias     | Izmir       |
| 1962 | Andre J.M. Verbeck          | Belgien                | Cambria    | Izmir       |
| 1964 | Georges Plouvier            | Belgien                | Cambria    | Piräus      |
| 1973 | Michael Sears               | Vereinigte Staaten     | Cambria    |             |
| 1986 | Charlie Whitcombe           | Neuseeland             | Cambria    | Townsville  |
| 1995 | Denis O’Neil und John David | Vereinigtes Königreich | Cambria    | Sydney      |
| 2001 | John David                  | Vereinigtes Königreich | Cambria    | Cowes       |
| 2004 | Cambria Yachts Limited      | Vereinigtes Königreich | Cambria    | Cannes      |